# Челгаші
Челгаші́ (каз. Шалғышы) — село у складі Карасуського району Костанайської області Казахстану. Адміністративний центр Челгашинського сільського округу.
Населення — 1332 особи (2021; 1805 у 2009, 1873 у 1999, 2195 у 1989).